# Маріо Альберто Трехо
Маріо Альберто Трехо Гусман (ісп. Mario Alberto Trejo Guzmán, нар. 11 лютого 1956, Мехіко) — мексиканський футболіст, що грав на позиції правого захисника, насамперед за клуб «Америка», а також національну збірну Мексики.

## Клубна кар'єра
У дорослому футболі дебютував 1975 року виступами за команду «Америка», в якій провів одинадцять сезонів, взявши участь у 233 матчах чемпіонату. Протягом цих років чотири рази ставав чемпіоном Мексики, а 1977 року допоміг команді здобути Кубок чемпіонів КОНКАКАФ.
Завершував ігрову кар'єру у команді «Тампіко Мадеро», за яку виступав протягом 1986—1990 років.

## Виступи за збірну
1980 року дебютував в офіційних матчах у складі національної збірної Мексики. Протягом наступних семи років провів у її формі 53 матчі, забивши 1 гол.
У складі збірної був учасником домашнього для мексиканців чемпіонату світу 1986, де господарі припинили боротьбу на стадії чвертьфіналів. Розпочинав турнір як основний гравець команди, утім після двох перших матчів у групі його місце у стартовому складі мексиканської команди зайняв Рафаель Амадор Флорес.

## Титули і досягнення
- Чемпіон Мексики (4):

«Америка»: 1975-1976, 1983-1984, 1985, 1985 (П)
- Володар Суперкубка Мексики (1):

«Америка»: 1976
- Володар Кубка чемпіонів КОНКАКАФ (1):

«Америка»: 1977